# الصينيون في فنلندا
يشكل الصينيون في فنلندا إحدى أكبر مجموعات المهاجرين في البلاد. واعتبارا من 2017 بلغ تعداد الناطقين باللغة الصينية فيها، زهاء الـ 12 ألف شخص. حوالي 60٪ منهم يقيمون في منطقة العاصمة (هلسنكي، إسبو، فانتا، كاونياينن).
اعتبارا من سنة 2018 بلغ عدد المواطنين الصينيين القاطنين في فنلندا، 9230 شخص. وفي الفترة بين عامي 1990 و2017، تحصل ما مجموعه 2460 مواطنا صينيا على الجنسية الفنلندية.